# Cédric Liabeuf
Pour les articles homonymes, voir Liabeuf.
Cédric Liabeuf, né le 5 août 1979 à Châteaurenard, est un footballeur français qui évolue au poste de milieu offensif .
Cédric Liabeuf a disputé 26 matchs en Ligue 1 et 200 matchs en Ligue 2 et 160 match en National. Il est un grand supporter et fan de l'OM.

## Carrière
- 1994-2000 : AJ Auxerre  France
- 2000-2001 : SO Romorantin  France
- 2001-2003 : Stade de Reims  France
- 2003-2005 : Le Mans UC  France
- 2005-2007 : Stade brestois  France
- 2007-2009 : EA Guingamp  France
- 2009-2010 : Vannes OC  France
- 2010-déc. 2010 :  olympique barbentanais
- Jan. 2011-Oct. 2013 : SR Colmar  France
- Nov. 2013-juin 2014 : Uzès Pont du Gard  France[1]
- Août 2014 _Juin 2017 Football club de Bagnols Pont
- Aout 2017 juin 2018 uchaud 30
- Août 2024 entente graveson

## Palmarès
- International français des moins de 17 et moins de 18 ans
- Champion de France Unss 1994
- Champion de France de CFA en 1999 et 2000 avec la réserve de l'AJ Auxerre
- Montée de national en ligue 2 avec reims 2002 .1/4de finale de coupe de france
- Montée de ligue 2 en ligue 1 avec le Mans (MUC72) 2005.1/4 de finale de coupe de la ligue
- Vainqueur de la Coupe de France en 2009 avec l'EA Guingamp